# Circonscription électorale de Jutland de l'Ouest
La circonscription électorale de Jutland de l'Ouest est l'une des dix circonscriptions électorales danoises utilisées comme divisions électorales pour les élections législatives danoises.

## Historique
La circonscription est issue de la réforme territoriale danoise entrée en vigueur le 1er janvier 2007 ayant modifié les subdivisions administratives du pays.